# Ravne nad Šentrupertom
Ravne nad Šentrupertom je naselje u slovenskoj Općini Šentrupertu. Ravne nad Šentrupertom se nalazi u pokrajini Dolenjskoj i statističkoj regiji Jugoistočnoj Sloveniji. 

## Stanovništvo
Prema popisu stanovništva iz 2002. godine naselje je imalo 42 stanovnika.